# Rüdiger Krause (Musiker)

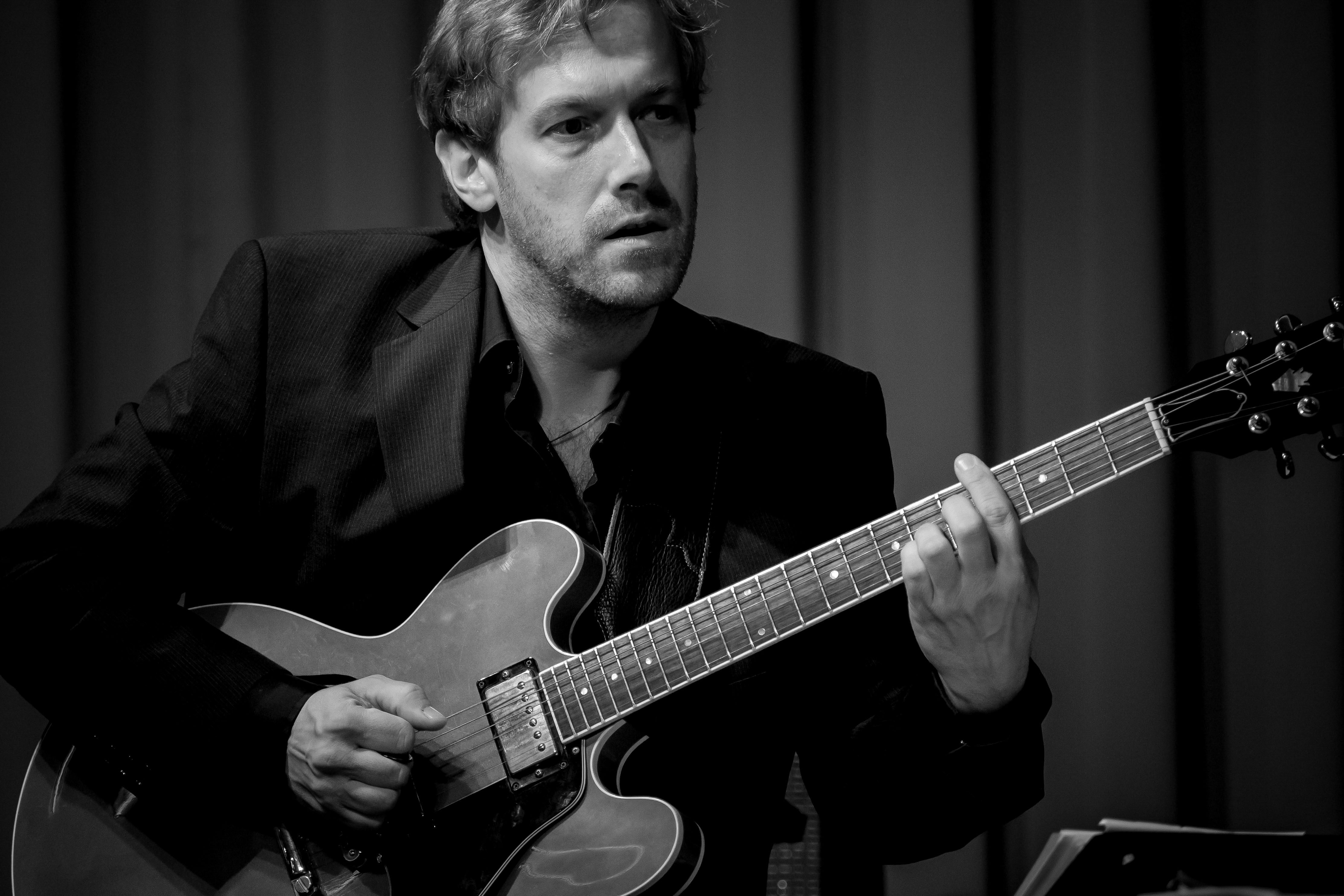
Rüdiger Krause, 2015

Rüdiger Krause (* 9. Oktober 1970 in Suhl) ist ein deutscher Jazzmusiker (Gitarrist und Komponist).

## Leben und Wirken
Krause besuchte die Musikschule in Magdeburg und gründete dort mit 14 Jahren seine erste Band Jazzy, die bereits vorwiegend seine eigenen Kompositionen spielte.
Von 1991 bis 1998 studierte er Jazzgitarre an der Hochschule für Musik Dresden. In diesen Jahren spielte er in den Dresdner Bands Some Like It Hott mit Sven Helbig, Wolfgang Torkler und Tim Schröder, Code M.D. mit Tom Götze, Jens Bürger, Harald Thiemann und Christoph Hermann, Wolfgang Scheffler & Blue Ballads, den Long Island Icetea Jazzfanatics, dem Günter Hörig Quintett und der von Günter Hörig geleiteten Bigband Dresdner Tanzsinfoniker. Von 1998 bis 2012 war er an der Hochschule für Musik Carl Maria von Weber Dresden Dozent und unterrichtete Improvisation.
Als Komponist von Bühnenmusiken, Gitarrist  und Musikalischer Leiter arbeitete er für das Staatsschauspiel Dresden, das Theater Junge Generation, das Theater Chemnitz, die Landesbühnen Sachsen und das Theater Neustrelitz.
Für Neues Globe Theater Potsdam komponierte und produzierte er die Bühnenmusiken zu Don Quijote (2021) und Sturm (2022) Seit 2017 gibt Rüdiger Krause Musikworkshops im Jugendfilmcamp Arendsee.

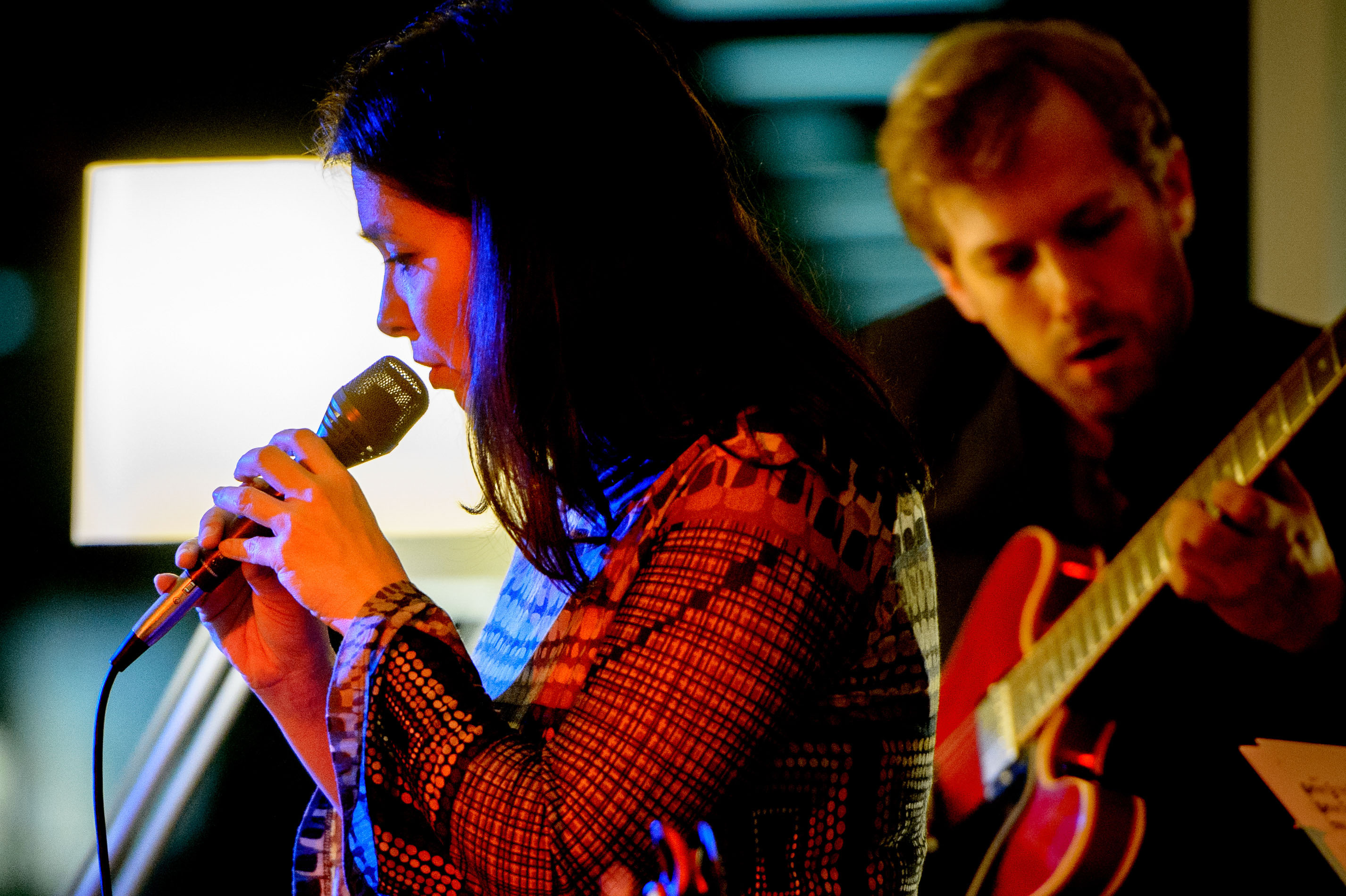
Céline Rudolph und Rüdiger Krause, 2015

2004–2009 tourte er mit Manfred Krug und Uschi Brüning.  Als Partner der Jazzsängerin Céline Rudolph gab er zwischen 2003 und 2015 zahlreiche Duokonzerte in Deutschland, Österreich, der Schweiz, Italien und Frankreich, auch unter dem kurzzeitig verwendeten Künstlernamen Caruso. In Céline Rudolphs Bandprojekten traf er auf Michael Wollny, Pepe Berns, Heinrich Köbberling, Rodolfo Stroeter, Hélio Alves, Ricardo Mosca, Zé Luis Nascimento, Gogui Embaló und Andi Bühler.  Von 2012 bis 2022 arbeitete Krause als Arrangeur und Bandleader für die Liedermacherin Barbara Thalheim.
2002 wurde er Mitglied der Günther Fischer Band mit Wolfgang Zicke Schneider, Detlef Bielke (bis 2013), Matthias Bätzel (seit 2013), Tom Götze.
Rüdiger Krause ist Mitglied des internationalen Gitarrentrios Guitar Celebration mit den Gitarristen Ian Melrose und Nikos Tsiachris, hervorgegangen aus dem Four Styles Gitarrenfestival.

## Eigene Projekte
Unter dem Bandnamen Electric Krause kamen zunächst mit Oliver Klemp und Heiko Jung, später in wechselnden Besetzungen Projekte auf die Bühne, in denen vor allem von Rüdiger Krause komponierte und getextete Songs gespielt wurden.
Seit 2007 spielt Electric Krause als instrumentales Jazztrio in der Besetzung mit Daniel Cordes und Andi Bühler die Kompositionen und Arrangements von Rüdiger Krause.
2013 erarbeitete Krause ein Soloprogramm, für das er Musik der Jazzkomponistin Carla Bley arrangierte. Neben Versionen für Gitarren-Solo wurde mit dem Titel Lawns auch ein Trio mit Carla Bley und Steve Swallow aufgenommen.
Seit 2020 besteht das Rüdiger Krause Trio aus Rüdiger Krause (g,voc), Tobias Fleischer (bg) und Michael Dau (dr). Tür das Album Parallel Real, das im Februar 2024 erscheint, konnten Günther Fischer, Esther Kaiser, Ian Melrose, Tim Sund und weitere Gastmusiker gewonnen werden.

## Diskografie
| Jahr | Titel                             | Künstler                          | Label                                     |
| ---- | --------------------------------- | --------------------------------- | ----------------------------------------- |
| 1994 | Wolfgang Scheffler & Blue Ballads | Wolfgang Scheffler & Blue Ballads | sap Records LC4989 Nr.910140              |
| 2000 | no statement                      | electric krause                   | AMI Productions/                          |
| 2002 | zwei eins                         | Günter Hörig/Rüdiger Krause       | 2002 MCD Productions LC11083 Nr. 770073-2 |
| 2009 | Herzverloren                      | Barbara Thalheim                  | Pläne                                     |
| 2009 | Metamorflores                     | Céline Rudolph                    | enja Records LC03126 Nr.ENJ-9535 2        |
| 2011 | Electric Krause                   | Electric Krause                   | A-Jazz / NRW Records                      |
| 2011 | Salvador                          | Céline Rudolph                    | Verve/Universal                           |
| 2012 | Learning How to Listen            | Esther Kaiser                     | glm                                       |
| 2013 | Zwischenspiel                     | Barbara Thalheim                  | conträr music                             |
| 2015 | Live in Weimar                    | Günther Fischer Band              | edel                                      |
| 2015 | A Guitar Named Carla              | Rüdiger Krause                    | jazzwerkstatt jw 257 LC 15217             |
| 2018 | Songs Of Courage                  | Esther Kaiser                     | glm                                       |
| 2021 | novemberblues                     | Barbara Thalheim                  | retiphon                                  |
| 2021 | Onwards And Upwards               | Guitar Celebration                | Acoustic Music Records                    |
| 2024 | Parallel Real                     | Rüdiger Krause                    | Signal Source Music                       |